# Lockheed L-2000
 (juin 2010).
Si vous disposez d'ouvrages ou d'articles de référence ou si vous connaissez des sites web de qualité traitant du thème abordé ici, merci de compléter l'article en donnant les références utiles à sa vérifiabilité et en les liant à la section « Notes et références ».
Le Lockheed L-2000 constitue la proposition de Lockheed lors d'une compétition lancée dans les années 1960 par le gouvernement américain pour construire le premier supersonique de transport (SST) des États-Unis. Le L-2000 est écarté au profit du Boeing 2707, mais le développement du projet est finalement arrêté pour des raisons à la fois techniques et économiques. 
En 1961, le président John F. Kennedy demande au gouvernement de subventionner à 75 % la mise au point d'un avion commercial pour rivaliser avec le Concorde franco-britannique, alors en cours d'élaboration. Le directeur de la Federal Aviation Administration (FAA), Najeeb Halaby, choisit d'améliorer la conception du Concorde plutôt que l'affronter directement. Le SST, qui aurait représenté une avancée par rapport au Concorde, doit transporter 273 passagers (un nombre important pour l'époque), voler à Mach 2,7 - 3,0, et parcourir une distance de 4 000 milles marins (7 400 km). 
Le programme est lancé le 5 juin 1963, et la FAA estime que, vers 1990, il y aurait un marché pour 500 SST. Boeing, Lockheed et North American se lancent. La conception de North American est rapidement écartée, mais celles de Boeing et de Lockheed sont retenues pour une étude plus approfondie. Fin 1966, cette dernière est abandonnée à son tour, notamment à cause de ses performances nettement moindres et de son niveau de bruit supérieur.